# Gävle Godtemplares IK
Gävle Godtemplares IK je švedski hokejski klub iz Gävleja, ki je bil ustanovljen leta 1906. Z enim naslovom švedskega državnega prvaka je eden uspešnejših švedskih klubov. 

## Lovorike
- Švedska liga: 1 (1956/57)